# Karakaya-gát
A Karakaya-gát (törökül: Karakaya Barajı ve Hidroelektrik Santrali, kurd: Bendava Qereqeyayê) az Eufrátesz folyón épült gravitációs duzzasztógát és vízerőmű, melyet a Délkelet-Anatóliai Projekt (Güneydoğu Anadolu Projesi) keretében építettek másik 20 hasonló létesítménnyel együtt Törökországban. Az erőmű Diyarbakır tartomány legnyugatibb, Çüngüş körzetében található, Handere falu mellett. A vízerőmű 6 darab Francis-turbinája összesen 1800 MW teljesítményűek, amelyek éves szinten elméletileg 7500 GWh villamos energia termelésére képesek.

## Konfliktus Irakkal és Szíriával
Az Eufrátesz rendkívül fontos Iraknak és Szíriának, így mindkét ország aggodalmát fejezte ki az építkezés kapcsán. A későbbiekben megkötött vízügyi egyezmény alapján minimum 500 m³/mp mennyiségű víz érkezik Törökországból.

## Kitelepítések
A Karakaya-gát építését kísérő duzzasztás miatt –  a létrejött mesterséges tó területe 268 km², és a befogadóképessége 9,58 millió m³ –, ~30 000 embernek kellett máshova költöznie.

## Fordítás
- Ez a szócikk részben vagy egészben  a   Karakaya Barajı ve Hidroelektrik Santrali című török Wikipédia-szócikk fordításán alapul.  Az eredeti cikk szerkesztőit annak laptörténete sorolja fel. Ez a jelzés csupán a megfogalmazás eredetét és a szerzői jogokat jelzi, nem szolgál a cikkben szereplő információk forrásmegjelöléseként.
- Ez a szócikk részben vagy egészben  a   Karakaya Dam című angol Wikipédia-szócikk fordításán alapul.  Az eredeti cikk szerkesztőit annak laptörténete sorolja fel. Ez a jelzés csupán a megfogalmazás eredetét és a szerzői jogokat jelzi, nem szolgál a cikkben szereplő információk forrásmegjelöléseként.